# Blood Drive
Blood Drive est une série télévisée de science-fiction américaine en treize épisodes de 42 minutes créée par James Roland et diffusée entre le 14 juin 2017 et le 6 septembre 2017 sur Syfy et en simultané sur Space au Canada.
En France, la série sera diffusée à partir du 13 mars 2018 sur Syfy (France). Au Québec, elle sera diffusée sur Frissons TV à partir du mardi, 7 septembre 2021.  Elle reste inédite dans les autres pays francophones.

## Synopsis
Blood Drive se déroule dans un futur dystopique, où la population est exposée à la pauvreté et à la famine. Le prix du pétrole a flambé et vaut désormais une fortune, soit 2 000 $ le baril. Et pour finir, la mégacorporation, Heart Entreprise exploite d’étranges expériences pour devenir omniprésent à travers la société, la politique et l’économie américaine.
La série met en scène l'officier de police de Los Angeles, Arthur Bailey, alias Barbie (Alan Ritchson), qui enquête sur une vente de sang illégale en plein cœur de Los Angeles. Arthur et son coéquipier Christopher Carpenter (Thomas Dominique) vont être menés droit à une course sauvage, la Blood Drive (la course de sang). Ils y apprennent que la Blood Drive est une course mortelle avec 10 millions de dollars de récompense, où l’intégralité des voitures ont pour unique carburant le sang humain. Arthur se retrouvera alors contraint à faire équipe avec la tumultueuse Grace D’Argento (Christina Ochoa) et devra donc participer à cette course contre la mort. Le tout est savamment orchestré par le déjanté maitre de cérémonie, Julian Slink (Colin Cunningham), qui tue la dernière équipe de chaque étape grâce à un implant injecté dans la nuque des participants.

## Distribution

### Acteurs principaux
- Alan Ritchson (VF : Nicolas Matthys) : Arthur Bailey
- Christina Ochoa (VF : Mélissa Windal) : Grace D'Argento
- Thomas Dominique (VF : Xavier Percy) : Christopher Carpenter
- Marama Corlett (VF : Sophie Frison) : Aki
- Colin Cunningham (VF : Steve Driesen) : Julian Slink

### Acteurs récurrents
- Sean Cameron Michael (en) (VF : Patrick Donnay) : Heart (8 épisodes)
- Darren Kent (VF : Alessandro Bevilacqua) : Le savant (6 épisodes)
- Aidan Whytock : Garrett Kemble (5 épisodes)
- Carel Nel : Rasher (5 épisodes)
- Alex McGregor (VF : Laure Nicodème) : Karma D'Argento (5 épisodes)
- Andrew Hall (en) (VF : Franck Dacquin) : Le Gentleman (4 épisodes)
- Craig Jackson (VF : Michel Hinderyckx) : Cliff (4 épisodes)
- Jenny Stead (VF : Marie-Line Landerwijn) : Domi (4 épisodes)
- Brandon Auret (en) : Rib Bone (4 épisodes)
- Paul Pieterse : Captain Clown Dick (4 épisodes)
- Natalie Mendoza : Stacey Fung (3 épisodes)
- Danny Keogh (VF : Robert Dubois) : Le shérif Leon (2 épisodes)
- Altovise Lawrence (VF : Dominique Wagner) : Le sergent Gower (2 épisodes)

- Version française
  - Société de doublage : BTI
  - Direction artistique : Jean-Pierre Denuit
  - Adaptation des dialogues : Alain Berguig

## Production
En juillet 2015, treize épisodes ont été directement commandés.
Le casting principal a débuté en juin 2016 dans cet ordre : Alan Ritchson, Christina Ochoa et Colin Cunningham. En septembre 2016, James Roday a été engagé pour réaliser deux épisodes.
Peu après la diffusion du dernier épisode le 6 septembre 2017, le producteur annonce l'annulation de la série.

## Épisodes
1. Bienvenue dans la Blood Drive (The F...ing Cop)
2. Pixie Swallow (Welcome to Pixie Swallow)
3. Les Noces de sang (Steel City Nightfall)
4. Joyeux Halloween (In the Crimson Halls of Kane Hill)
5. La Souche Dionysos (The F...ing Dead)
6. Piège grossier (Booby Traps)
7. Le Gentleman aux commandes (The Gentleman's Agreement)
8. L'Électricité du diable (A Fistful of Blood)
9. Sortie de route (The Chopsocky Special)
10. Havre de paix (Scar Tissue)
11. L'Avènement du Primo (Episode XI: Rise of the Primo)
12. Trahison (Faces of Blood Drive)
13. La Ligne d'arrivée (Finish Line)